# Jaime Rios
Jaime Rios (* 14. August 1953 in Panama-Stadt, Panama; † 20. März 2019) war ein panamaischer Boxer im Halbfliegengewicht. 

## Profikarriere
Im Jahre 1973 begann er erfolgreich seine Profikarriere. Am 23. August 1975 boxte er gegen Rigoberto Marcano um den Weltmeistertitel des Verbandes WBA und siegte nach Punkten. Diesen Gürtel verlor er allerdings bereits in seiner zweiten Titelverteidigung im Juli des darauffolgenden Jahres an Juan Antonio Guzmán.
Im Jahre 1992 beendete er seine Karriere.